# I signori sono serviti
I signori sono serviti (Service with a Smile) è un romanzo umoristico di P. G. Wodehouse, pubblicato in volume in lingua inglese nel 1962, tradotto in lingua italiana nel 1970.
È l'ottavo romanzo della "Saga del castello di Blandings" e il quarto e ultimo romanzo in cui appare l'inarrestabile Lord Ickenham (zio Fred) chiamato a Blandings per ripristinare la tranquillità di Lord Emsworth messa a repentaglio da ospiti poco graditi, da tentativi di furto dell'Imperatrice di Blandings, da tentativi di aspiranti imprenditori di ottenere i capitali per intraprendere un'attività lavorativa, dai soliti amori contrastati. 

## Storia editoriale
La prima stesura avvenne nei primi mesi del 1960 a Remsenburg, la località dove Wodehouse abitava con la famiglia, come si desume da una lettera datata 29 giugno 1960 e indirizzata a Lord Walter Citrine, il politico e sindacalista laburista creato barone nel 1946, nella quale Wodehouse chiedeva informazioni sul funzionamento della Camera dei lord e sulla sede del Parlamento dove aveva intenzione di situare l'incontro cruciale fra Lord Emsworth e Lord Ickenham. Service with a Smile fu pubblicato dapprima, ma in forma abbreviata, sul settimanale canadese Star Weekly in due puntate, dal 26 agosto al 2 settembre 1961. Fu pubblicato in edizione integrale nel Regno Unito da Herbert G. Jenkins di Londra il 17 agosto 1962 e successivamente negli Stati Uniti dall'editore Doubleday & Company il 15 ottobre 1961 (ottantesimo compleanno di Wodehouse). Esistono lievi differenze fra le edizioni britannica e statunitense: correzione di citazioni errate, precisazione di luoghi familiari ai lettori britannici.
Il romanzo è stato tradotto due volte in lingua italiana: nel 1970 da Adriana Motti, apprezzata traduttrice di numerose opere di Wodehouse, e nel 1995 da Cesare Salmaggi. I titoli italiani sono differenti: "I signori sono serviti" nell'edizione della Federico Elmo tradotta dalla Motti e "Il ratto dell'imperatrice" nella traduzione di Cesare Salmaggi pubblicata dapprima dalla Guanda e successivamente dalla TEA.

## Trama
Lord Emsworth è in gravi difficoltà: l'esperto porcaio George Cyril Wellbeloved è ritornato ad accudire l'Imperatrice, ma è tornata al castello anche l'autoritaria sorella Connie che lo ha costretto ad assumere come segretaria l'efficiente, altezzosa e irritante Lavender Briggs. Lord Emsworth è costretto a ospitare a Blandings il detestabile duca di Dunstable, Alaric, che si è di nuovo autoinvitato come ospite. Connie ha permesso inoltre ai giovani adolescenti dell'organizzazione anglicana Church Lads' Brigade di accamparsi nel parco di Blandings; i giovani della Brigade danno fastidio a Lord Emsworth perché fanno chiasso, hanno scelto il suo cappello a cilindro come bersaglio di oggetti da lancio, lo hanno spinto a tuffarsi completamente vestito nel laghetto del parco per salvare un ragazzo, rivelatosi poi in realtà un pezzo di legno. Connie ha inoltre portato con sé a Blandings da Londra anche Myra Schoonmaker, figlia di un milionario americano alla cui amicizia la Lady di Blandings tiene molto, per allontanarla da Bill Bailey, un ecclesiastico squattrinato che Myra aveva addirittura cercato di sposare clandestinamente; Connie ha infine invitato a Blandings Archie Gilpin, nipote del duca di Dunstable, per intrattenere Myra e aiutarla a dimenticare il reverendo Bailey.
A Londra, dove si è recato per l'apertura del Parlamento, Lord Emsworth confida le sue difficoltà il suo amico Lord Ickenham, il quale gli promette che verrà a Blandings per sistemare le cose, portando con sé per aiuto Cuthbert Meriwether, un suo giovane amico proveniente dal Brasile (costui è in realtà il Rev. Bill Bailey, l'innamorato di Myra). A Blandings qualcuno sta preparando oscure macchinazioni: Lavender Briggs, che ha bisogno di 500 sterline per avviare un'agenzia di segretarie, prende in considerazione l'idea di ricattare Lord Emsworth; il Duca di Dunstable vuole rubare l'Imperatrice, la pluripremiata scrofa di Lord Emsworth, per venderla a Lord Tilbury. Il Duca di Dunstable organizza il furto e recluta come complice Lavender Briggs, la quale a sua volta recluta il porcaro Wellbeloved e Cuthbert Meriwether; quest'ultimo (è il rev. Bailey) rivela la macchinazione a Lord Emsworth il quale licenzia gli infidi Briggs e Wellbeloved, ma poi stolidamente rivela la vera identità di Cuthbert Meriwether a Lady Constance la quale chiede l'allontanamento immediato da Blandings di Lord Ickenham e del reverendo Bailey. Lord Emsworth, che su suggerimento di Lord Ickenham si era vendicato dei Church Lads tagliando nottetempo i tiranti delle loro tende, è stato fotografato durante l'attentato dal nipote George, il quale riferisce poi ingenuamente l'episodio al malvagio Duca di Dunstable, il quale utilizza l'informazione per ricattare Lord Emsworth e farsi consegnare l'Imperatrice.
L'intricata vicenda viene risolta grazie a un virtuoso contro-complotto di Lord Ickenham il quale, per mezzo di bugie e ricatti, sparge dolcezza e luce tutt'intorno tranne che sul ripugnante Duca di Dunstable: l'Imperatrice di Blandings resta di proprietà di Lord Emsworth, accudita anche dal reintegrato porcaro Wellbeloved; James Schoonmaker sposa Lady Constance; Myra Schoonmaker può sposare il Rev. Cuthbert Bailey; Lavender Briggs riceve da Lord Tilbury 500 sterline necessarie a costituire una agenzia di segretarie; Archie Gilpin riceve dallo zio 1000 sterline con cui potrà rilevare l'attività di ristorazione specializzata in zuppa di cipolle e sposare Millicent Rigby.

## Personaggi
(in ordine di apparizione)
Lord Emsworth (Clarence)IX conte di Emsworth, sessantenne, distratto, trasandato signore del castello di Blandings; amante della tranquillità, dei fiori e dei maiali, in particolare dell'Imperatrice di Blandings
Sebastian Beachmaggiordomo di Lord Emsworth, a Blandings da 18 anni
Voulesautista di Lord Emsworth
Alaric, duca di Dunstableuomo grande, grosso, calvo e prepotente, pensa che tutti siano "toccati"
George Threepwoodnipote dodicenne di Lord Emsworth, appassionato di fotografia
Lady Constance Keeble (Connie)sorella autoritaria di Lord Emsworth, vedova di Joseph Keeble, mantiene buoni rapporti col Duca di Dunstable, innamorata di James Schoonmaker
James Schoonmakermilionario americano, amico di Lord Ickenham, spasimante di Lady Constance
Lavender Briggsultima segretaria di Lord Emsworth, di alta statura, altezzosa, ex dipendente di Lord Tilbury, desidera aprire un'agenzia di dattilografia. Lord Emsworth la licenzia perché Briggs voleva rapire l'Imperatrice
Myra Schoonmakerbella figlia di James, ama il reverendo Bill Bailey
Imperatrice di Blandingsscrofa nera del Berkshire di proprietà di Lord Emsworth; in gara con più bei maiali d'Inghilterra al concorso della sezione "Suini grassi" alla annuale Mostra Agricola dello Shropshire, che peraltro ha già vinto consecutivamente nelle tre ultime edizioni
George Cyril Wellbelovedporcaro ritornato al servizio di Lord Emsworth, dopo essere stato al servizio di Sir Gregory Parsloe-Parsloe, amante dell'alcol
George Alexander Pke, primo visconte Tilbury ("Stinker")editore, proprietario della Mammoth Publishing Company, ama i maiali e ha una porcilaia nella sua tenuta nel Buckinghamshire (vedi Aria di tempesta); desidera ottenere a ogni costo l'Imperatrice di Blandings
Archie Gilpinnipote di Alaric, artista, di bell'aspetto, lavora per la Mammoth Publishing Company, ama Millicent Rigby, ha bisogno di ottenere £ 1000 per rilevare da suo cugino Ricky un'osteria specializzata in zuppa di cipolle (vedi Zio Fred in primavera)
Pongo Twistletonnipote di zio Fred
Frederick Altamont Cornwallis Twistleton, V conte di Ickenham (zio Fred)amico di vecchia data di James Schoonmaker, amico recente di Lord Emsworth, vuole risolve tutti i problemi («spargere dolcezza e luce, è la mia costante aspirazione»)
Reverendo Cuthbert Bailey (Bill)pastore anglicano, amico di Pongo Twistleton dai tempi di Harrow e Oxford, fidanzato con Myra Schoonmaker, giunge a Blandings con il nome fittizio di Cuthbert Meriwether
Millicent Rigbyattuale segretaria di Lord Tilbury, ama Archie Gilpin
G. Ovensproprietario a Market Blandings della frequentata taverna "Stemma di Emsworth" (Emsworth Arms), padre di Percy Pirbright (ex porcaro di Lord Emsworth).
Jno. Robinsonunico tassista di Market Blandings
Claude Murphypoliziotto di Market Blandings
Sir Gregory Parsloe-Parsloeproprietario di Matchingham Hall, vicino di Lord Emsworth; già rivale di Lord Emsworth nella gara delle zucche, ne è diventato rivale anche nelle gare fra proprietari dei suini più grassi
Lady Maudie Parsloe-Parsloemoglie di Sir Gregory, nipote del maggiordomo Sebastian Beach

## Critica
I signori sono serviti è il quarto e ultimo romanzo in cui compare "Zio Fred", ovvero "Lord Ickenham", uno dei personaggi più riusciti di Wodehouse e più amati dall'autore. Per il linguista Robert Anderson Hall, nelle opere tardive di Wodehouse aumenta la proporzione dei dialoghi rispetto alla narrazione, probabilmente per la maggior esperienza di Wodehouse come autore teatrale. Nel romanzo numerosi problemi nascono dall'attività dei personaggi più giovani: George Threepwood, il nipote dodicenne di Lord Emsworth appassionato di fotografia, e i suoi coetanei membri della Church Lads' Brigade. Osserva Guido Almansi che, all'opposto di Jean-Jacques Rousseau per il quale l'infante nasce in uno stato d'innocenza e viene lentamente guastato dalla civiltà, per Wodehouse il bambino, specie se di sesso maschile, nasce malvagio e arriva alla grazia dell'innocenza solo con la fine dell'età acerba. Come in tutte le opere di Wodehouse, anche ne I signori sono serviti sono molto numerosi i riferimenti alle grandi opere letterarie classiche e moderne e i riferimenti biblici. 

## Edizioni

### In lingua originale
- (EN) Service with a smile, 1ª ed., London, Herbert Jenkins, 1962.
- (EN) Service with a smile, illustrazioni di Paul Bacon, New York, Simon & Schuster, Inc., 1962.

### In italiano
- I signori sono serviti, collana Moderna libreria straniera, traduzione di Adriana Motti, Milano, F. Elmo, 1970.
- Il ratto dell'imperatrice, collana Narratori della fenice, traduzione di Cesare Salmaggi, postfazione di Franco Cavallone, Parma, U. Guanda, 1995, ISBN 88-7746-732-0.
- Il ratto dell'imperatrice, collana TEAdue ; 604, traduzione di Cesare Salmaggi, postfazione di Franco Cavallone, Milano, TEA, 2002, ISBN 88-7818-209-5.